# Echinodictyum axinelloides
Echinodictyum axinelloides är en svampdjursart som beskrevs av Brøndsted 1929. Echinodictyum axinelloides ingår i släktet Echinodictyum och familjen Raspailiidae.
Artens utbredningsområde är havet utanför Kina. Inga underarter finns listade i Catalogue of Life.